# Luiz Carlos Prates
Luiz Carlos Prates, né le 26 janvier 1943 à Santiago do Brasil, est un journaliste et animateur de radio brésilien.

## Biographie
Né à Santiago do Brasil, dans le Rio Grande do Sul le 26 janvier 1943, Luiz Carlos Prates passe les sept premières années de sa vie dans le ranch familial, avant de se rendre à Santa Maria, où il passe toute son adolescence. Il fait des études de psychologie dans les années 1970, obtenant un diplôme à l'Université pontificale catholique du Rio Grande do Sul et commence travailler à Radio Gaucha.
Il commence sa carrière de journaliste sportif en 1960 à Porto Alegre, à Rádio Porto Alegre. L'année suivante, il travaille à Rádio Difusora, puis à Rádio Guaíba.
Il assure la chronique sportive télévisuelle de quatre Coupes du monde de football de 1978 à 1990.
En 1981, il s'installe entre Criciúma et Florianópolis, (Santa Catarina). En 1983, il devient coordonnateur des sports de RBS TV, où il commente les matchs de football. Pendant cette période, il fait l’objet de plusieurs plaintes et de menaces de la part du public pour ses commentaires controversés. Luiz Carlos Prates a en effet défendu la dictature militaire des années 1960-1970 et qualifié de « misérable » le gouvernement du président Lula, en raison de l'augmentation du nombre d'accidents dans les rues.
Depuis 2018, il collabore avec le groupe de télécommunications RIC,

### Caractéristiques
La dialectique de Prates comporte toujours une composante polémique. Il semble être toujours en controverse, et lorsqu'il travaille à la télévision, tant sa voix que sa gestuelle caractéristique captent tout particulièrement l'attention du spectateur.